# Grobya cipoensis
Grobya cipoensis är en orkidéart som beskrevs av Fábio de Barros och Lourenço. Grobya cipoensis ingår i släktet Grobya och familjen orkidéer. Inga underarter finns listade i Catalogue of Life.